# Phyllonorycter triplex
Phyllonorycter triplex là một loài bướm đêm thuộc họ Gracillariidae. Loài này có ở Ấn Độ (Tamil Nadu).